# 菜市口站
菜市口站是一个中国北京市西城区广安门内街道、椿树街道、牛街街道、陶然亭街道交界宣武门外大街、广安门内大街、骡马市大街、菜市口大街交叉口，属于北京地铁4号线和7号线的地铁换乘站。

## 位置
该站位于菜市口，即宣武门外大街－菜市口大街和广安门内大街－骡马市大街（两广大街）交汇处。

## 车站设计

### 车站楼层
| 地面层             | 街道                                | A-G出入口                     |
| 地下一层           | 7号线站厅                           | 票务服务、进出站闸机、便利店  |
| 地下二层 7号线站台 |                                     | █ 7号线往北京西站（广安门内） |
| 地下二层 7号线站台 | 島式月台，左側開門                  |                               |
| 地下二层 7号线站台 | █ 7号线往环球度假区（虎坊桥）       |                               |
| 地下三层           | 4号线站厅                           | 票务服务、进出站闸机          |
| 地下四层 4号线站台 |                                     | █ 4号线往安河桥北（宣武门）   |
| 地下四层 4号线站台 | 島式月台，左側開門                  |                               |
| 地下四层 4号线站台 | █ 4号线往天宫院（大兴线）（陶然亭） |                               |

### 站厅
4号线菜市口站采用分离式站厅，北站厅位于宣武门外大街地下，南站厅位于菜市口大街地下，两站厅均有前往上层7号线站厅的换乘通道，其中北站厅引出的换乘通道设有升降电梯。7号线站厅位于广安门内大街-骡马市大街地下，上跨4号线站厅，南面设有题为《宣南雅集》的艺术墙。7号线站厅非付费区（近C口）于2021年7月25日开设京东便利店。

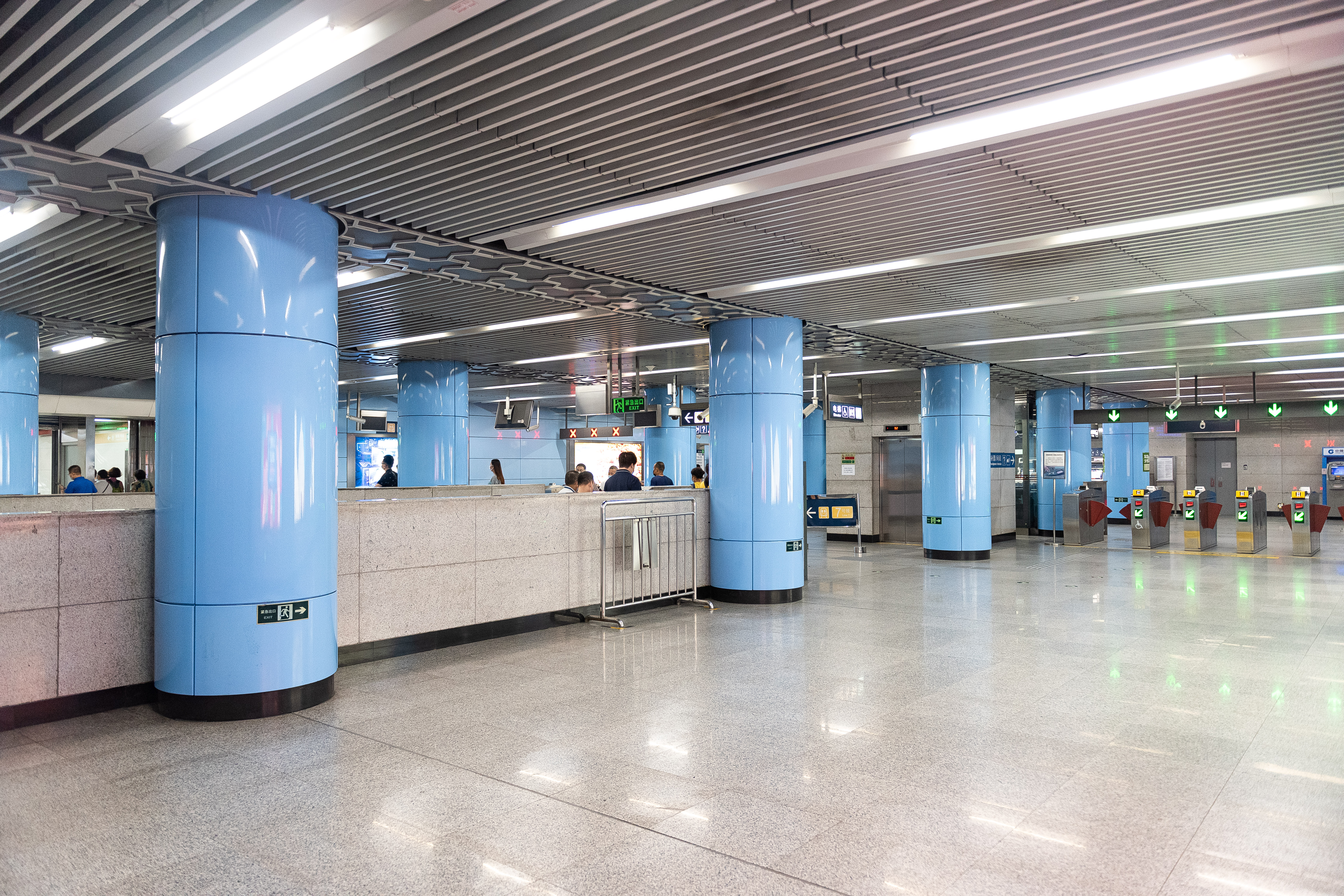
4号线菜市口站北站厅（2021年7月摄）
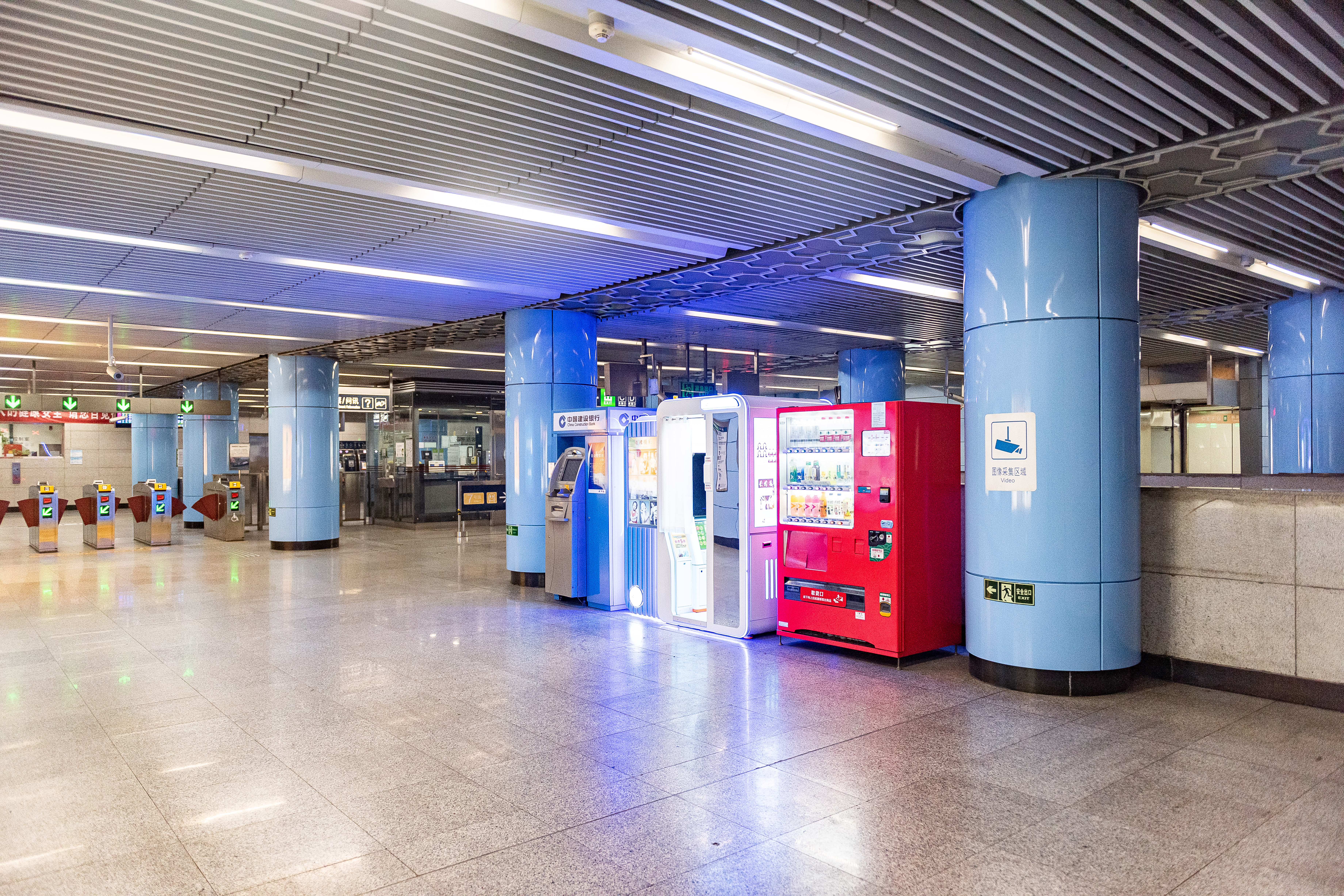
4号线菜市口站南站厅（2021年7月摄）
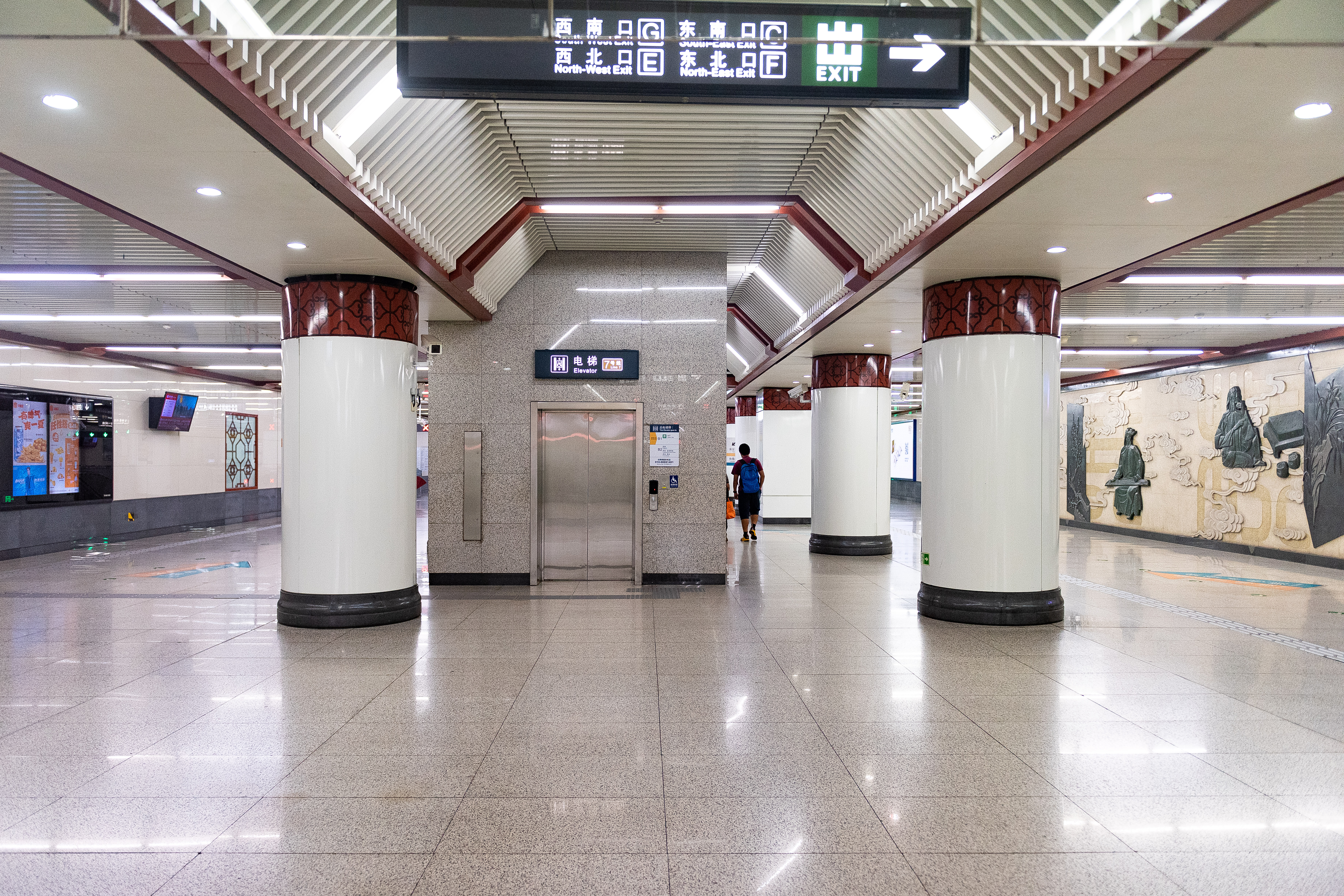
7号线菜市口站站厅（2021年7月摄）
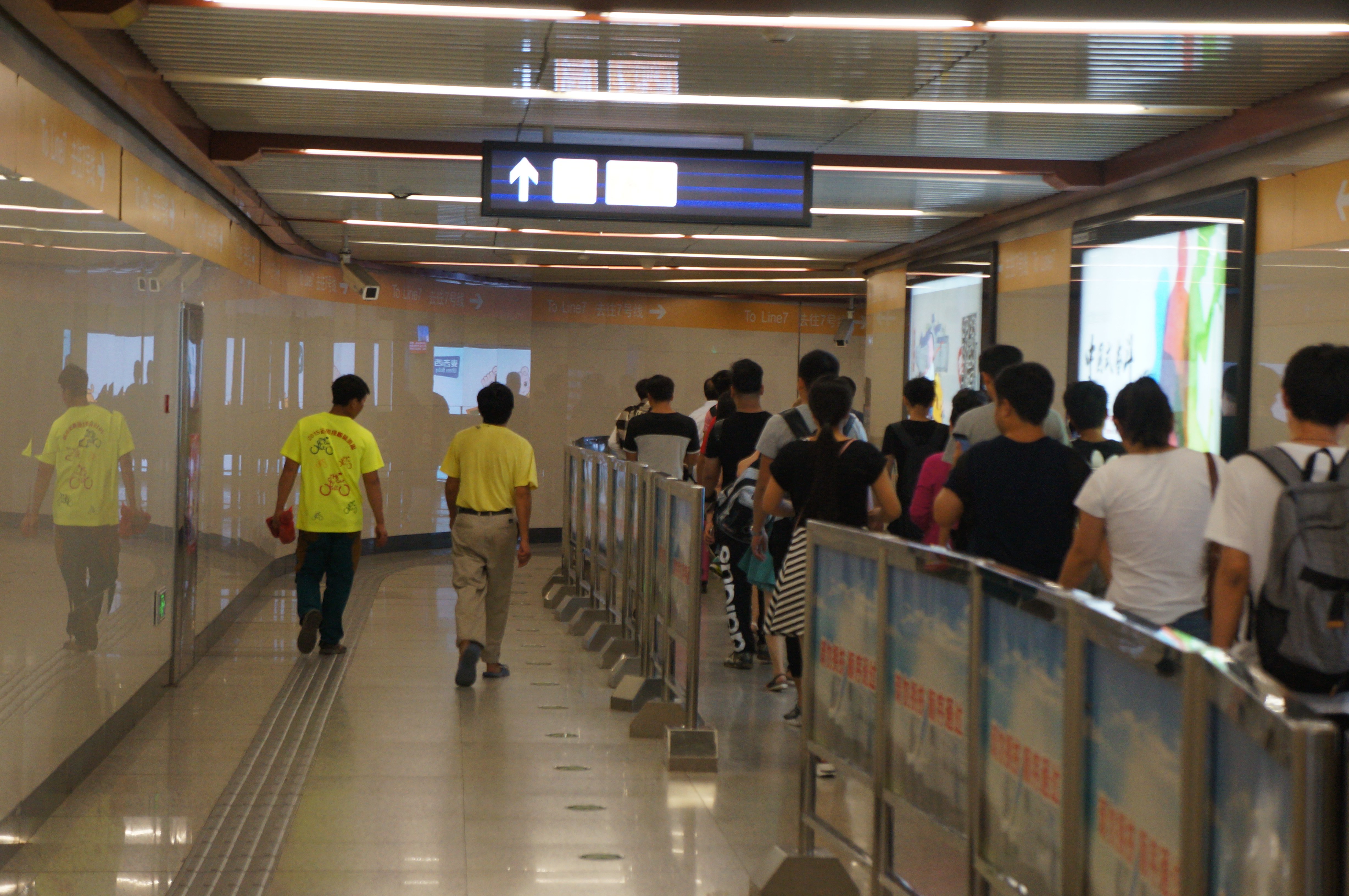
4号线-7号线换乘通道（2016年6月摄）
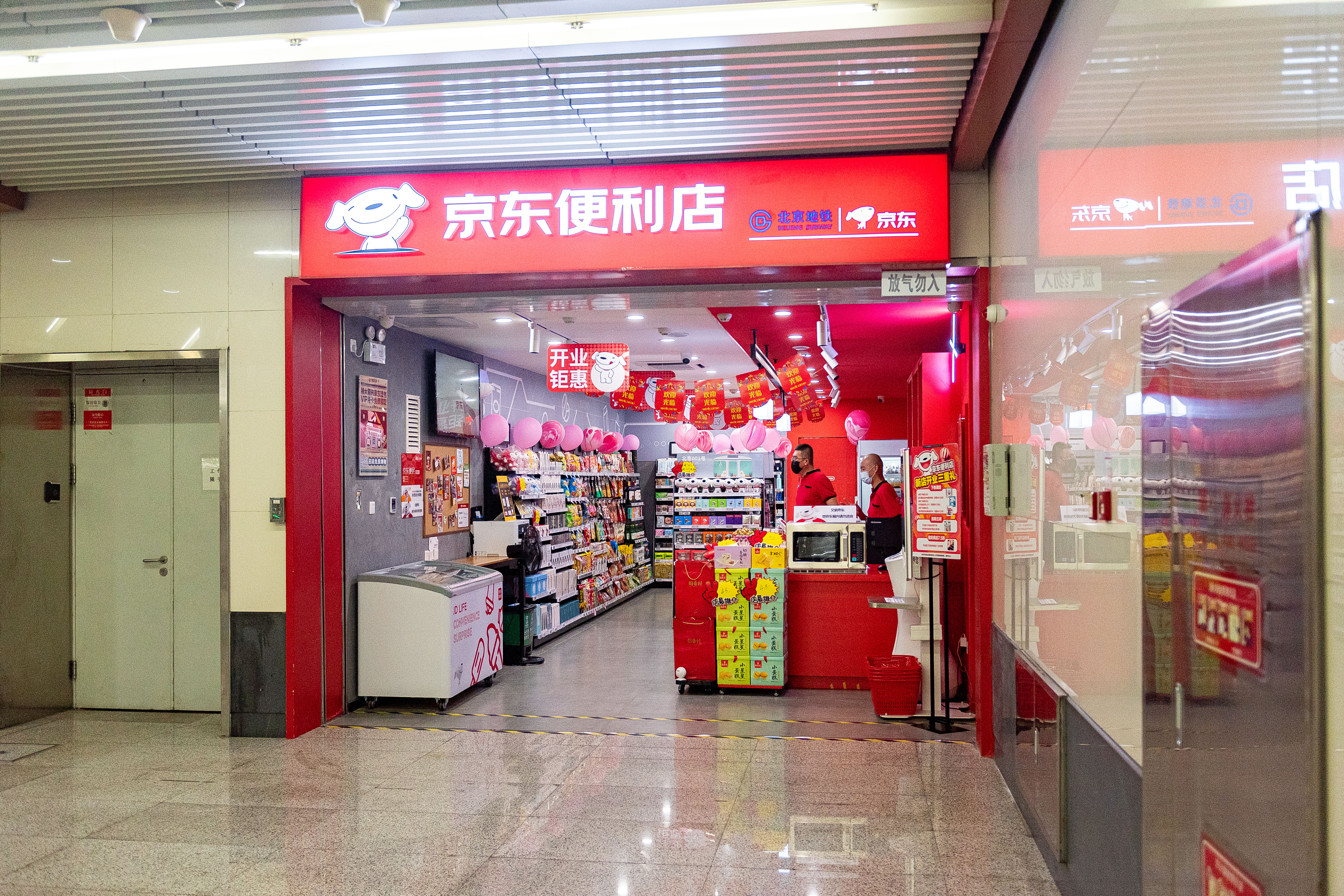
7号线非付费区C口一侧的便利店（2021年7月摄）

### 站台
4号线菜市口站的站台为岛式站台，位于宣武门外大街-菜市口大街地底。7号线站台同样为岛式站台，位于广安门内大街-骡马市大街地底，中央设有通往下层4号线站台的单向换乘通道。本站4号线月台南端设有一条存车线。

## 出入口
4号线菜市口站有3个出入口：A（西北）、C（东南）、D（西南）。7号线菜市口站有3个出入口：E（西北）、F（东北）、G（西南），并与4号线共用C出入口。
目前D、G出入口相距约1.5米，计划将D、G出入口分别移至移动大厦东侧和北侧，并在两出入口间增设联系通道。
|                             |                      | |      |                |
|                             |                      | |      |                |
| 编号                        | 指示                 | 建议前往的目的地                                                                                               | 图片 | 无障碍设施图片 |
| 连通 4号线站厅              |                      | |      |                |
| 出口 · A · 轮椅升降台标志   | 宣武门外大街（西侧） | 广内医院、北京市第十四中学分校、回民学校、新华社北京分社、西城区椿树社区卫生服务中心                           |      |                |
| 出口 · D                    | 广安门内大街（南侧） | 中国移动通信、中国大唐集团公司                                                                                 |      | 不適用         |
| 连通 4号线、 7号线站厅      |                      | |      |                |
| 出口 · C                    | 菜市口大街（东侧）   | 北京市第四十三中学、椿树青少年活动中心、中海金融中心、中海大吉巷、康有为故居、每周评论旧址、中信沁园、中信锦园 |      | 不適用         |
| 连通 7号线站厅              |                      | |      |                |
| 出口 · E · 升降机标志       | 广安门内大街（北侧） | 格林豪泰快捷酒店、新华社北京分社                                                                               |      |                |
| 出口 · F                    | 骡马市大街（北侧）   | 宣武门外大街、西草场街、北京粤财JW万豪酒店                                                                     |      | 不適用         |
| 出口 · G · 升降机标志       | 广安门内大街         | |      |                |
| 註： 設有 \| 設有輪椅升降台 |                      | |      |                |